# Dasineura irregularis
Dasineura irregularis är en tvåvingeart som först beskrevs av Bremi 1847.  Dasineura irregularis ingår i släktet Dasineura och familjen gallmyggor. Inga underarter finns listade i Catalogue of Life.